# Cantharocnemis
Cantharocnemis es un género de escarabajos longicornios de la tribu Cantharocnemini.

## Especies
- Cantharocnemis downesi Pascoe, 1858
- Cantharocnemis durantoni Drumont, 2006
- Cantharocnemis fairmairei Lameere, 1902
- Cantharocnemis felderi Westwood, 1866
- Cantharocnemis kraatzii Thomson, 1860
- Cantharocnemis lameerei Gilmour, 1956
- Cantharocnemis livingstonii Westwood, 1866
- Cantharocnemis occidentalis Gilmour, 1956
- Cantharocnemis plicipennis Fairmaire, 1887
- Cantharocnemis spondyloides Audinet-Serville, 1832
- Cantharocnemis strandi Plavilstshikov, 1933